# Clystea jacksoni
Clystea jacksoni là một loài bướm đêm thuộc phân họ Arctiinae, họ Erebidae.